# SuperStar Gemini
Die SuperStar Gemini war ein Kreuzfahrtschiff der Reederei Star Cruises. Sie wurde 1992 als Dreamward gebaut und 1998 um 40 Meter verlängert und in Norwegian Dream umbenannt. 2012 erhielt das Schiff den Namen SuperStar Gemini.

## Geschichte

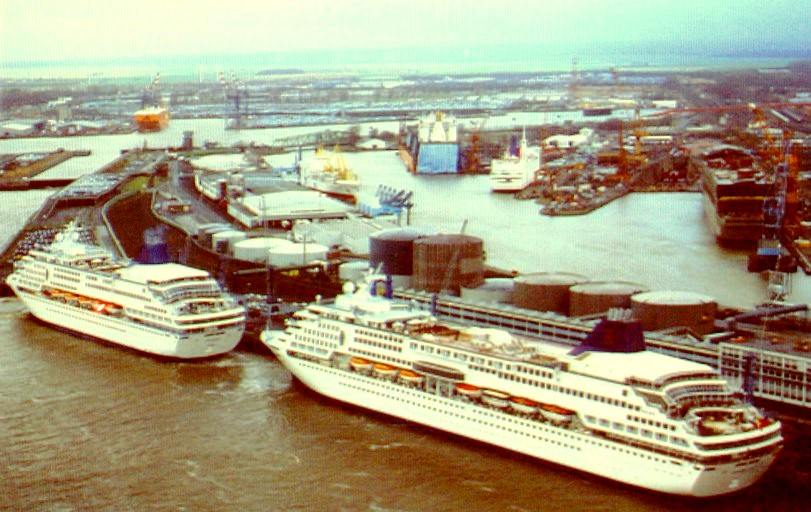
Umbau in Bremerhaven

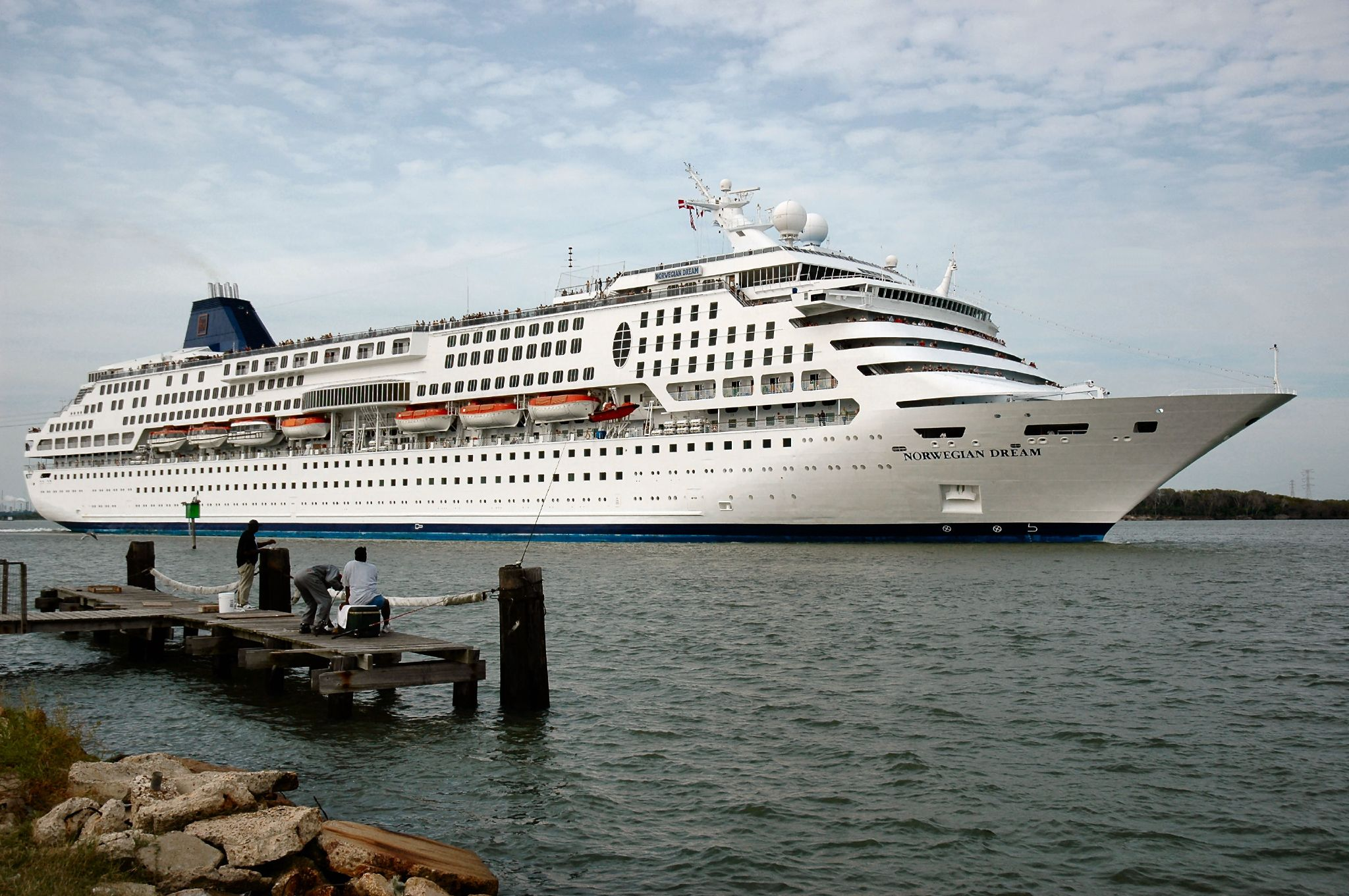
Die Norwegian Dream vor Galveston (2006)

Die Dreamward wurde am 6. Dezember 1992 in Frankreich bei Chantiers de l’Atlantique fertiggestellt und am 4. November 1992 an Kloster Cruise abgeliefert. Der Dreamward folgte im folgenden Jahr ein Schwesterschiff, die Windward (später: SuperStar Aquarius). Die Dreamward kostete damals 240 Millionen U.S.-Dollar. Sie war 190 m lang, 28,50 m breit und hatte einen Tiefgang von gut 7,0 m. Das Schiff wurde von der Reederei in der Karibik, rund um Australien und Neuseeland und in Europa eingesetzt.
Im März 1998 kam die Dreamward zur Lloyd Werft nach Bremerhaven. Hier traf sie ihr Schwesterschiff, die Norwegian Wind, die bereits verlängert worden war. Innerhalb von 60 Tagen wurde die Dreamward in der Mitte aufgeschnitten, um 40 m auf 230 m verlängert und letztlich in Norwegian Dream umbenannt. Die Arbeiten wurden von ARTE in einem am 19. Januar 1999 ausgestrahlten Film dokumentiert. Am 12. Mai 1998 bekam das Schiff seinen neuen Namen und wurde an Norwegian Cruise Line übertragen.
Ab dem 14. Mai 1998 fuhr die Norwegian Dream im Sommer alle 12 Tage durch den Nord-Ostsee-Kanal. Die maximal nutzbare Länge der Kanalschleusen beträgt 235 Meter, fünf Meter mehr als die Abmessungen des Schiffes. Um die lichte Durchfahrtshöhe der Brücken nicht zu überschreiten, wurde vor Beginn der Kanalpassage der Schornstein hydraulisch abgeklappt.
Die Norwegian Cruise Line verkaufte das Schiff am 23. April 2008 an Louise Cruise Lines. Am 4. Oktober stornierte die Louise Cruise Lines den Ankauf wieder. Das Schiff stand seitdem wieder zum Verkauf. Die letzte Reise unter der NCL-Flagge endete am 2. November 2008 in Boston.
Am 5. November 2008 lief das Schiff aus, um auf den Bahamas in Freeport für zwei Monate aufgelegt zu werden. Am 17. April 2009 verließ die Norwegian Dream Freeport und erreichte am 26. April 2009 den Hafen von Gibraltar. Ab September 2009 wurde sie vor der Kykladeninsel Syros aufgelegt. Im Mai 2011 fuhr das Schiff nach Singapur, wo es im Juni in einer Werft gesichtet wurde.
Ende April 2012 wurde bekannt, dass die Norwegian Dream nach ihrer Renovierung für die Muttergesellschaft Star Cruises in Fahrt gebracht wird. Am 28. August 2012 wurde das Schiff im Hafen von Pulau Pinang (Malaysia) in SuperStar Gemini umbenannt. Die Namensänderung wurde im kleinen Rahmen am reedereieigenen Pier der Star Cruises vorgenommen. Anschließend wurde das Schiff in die Werft verholt, wo es umgebaut und renoviert wurde. Ab 2013 wurde das Schiff auf neuen Routen im asiatischen Raum eingesetzt. Bereits im Jahr 2007 war bereits ihre Schwester Norwegian Wind als SuperStar Aquarius von Star Cruises übernommen worden.
Im Januar 2022 meldete Genting Hong Kong, Mutterkonzern von Star Cruises, Insolvenz an. Ab Sommer 2022 lag die SuperStar Gemini neben ihrer Schwester SuperStar Aquarius bei Hambantota International Port in Sri Lanka. Ende November 2022 trafen beide Schiffe im indischen Alang zur Verschrottung ein. Für die letzte Fahrt war das Schiff in Gem umbenannt und nach St. Kitts und Nevis umgeflaggt worden.

### Zwischenfälle

#### Kollision mit derEver Decent
Am 24. August 1999 rammte die Norwegian Dream nachts im Ärmelkanal den taiwanischen Containerfrachter Ever Decent. Es gab keine Schwerverletzten, aber einen Schaden in Millionenhöhe. Nach dem Unfall wurde die Norwegian Dream auf der Lloyd-Werft in Bremerhaven repariert. Es erhielt hierbei ein neues Vorschiff.

#### Weitere Zwischenfälle
Am 25. Juli 2001 rammte sich die Norwegian Dream beim Manövrieren im Kopenhagener Hafen eine Beule ins Heck. Es entstand kein großer Sachschaden.
Im März 2002 verlor die Norwegian Dream im Hafen von Valparaíso ihre Ladeluke. Die Luke musste von Tauchern geborgen werden. Nach einer kurzen Inspektion der Luke konnte diese wieder angebracht werden und das Schiff mit einer Stunde Verspätung auslaufen.
Am 15. August 2003 wurde die Norwegian Dream vom Wind in der Weiche Schülp (Ausweichstelle im Nord-Ostsee-Kanal) in die Dalben gedrückt. Dabei wurde einer der beiden Propeller beschädigt. In der Schleuse Holtenau tauchten zwei Inspekteure, um den Schaden zu begutachten. Nach einer fast dreistündigen Liegezeit in der Schleuse lief die Norwegian Dream in Richtung Tallinn aus, wo der Schaden während der regulären Liegezeit behoben wurde.
Am 10. Dezember 2007 kollidierte die Norwegian Dream auf der Reise von Buenos Aires nach Valparaíso im Hafen von Montevideo mit einer Frachtbarge und wurde am Bug oberhalb der Wasserlinie leicht beschädigt. Der Schaden konnte binnen drei Tagen behoben werden. Der Kapitän ging im Einverständnis der örtlichen Behörden in Montevideo von Bord, um zur Aufklärung des Vorfalles beizutragen. Er konnte vom Kapitän der Marco Polo, die ebenfalls im Hafen lag, abgelöst werden, da dieser auf dem Weg in den Urlaub war. Bei der Weiterfahrt nach Kap Hoorn erlitt die Maschine einen kurzen Blackout, welcher mit dem Neustart des Systems behoben werden konnte. Im Verlauf der Fahrt hat der Staffkapitän das Kommando übernommen und bis Februar 2008 beibehalten.